# Vona
Vona – miasto w Stanach Zjednoczonych, w stanie Kolorado, w hrabstwie Kit Carson.